# Wahlbezirk Österreich unter der Enns 43
Der Wahlbezirk Österreich unter der Enns 43 war ein Wahlkreis für die Wahlen zum Abgeordnetenhaus im österreichischen Kronland Österreich unter der Enns. Der Wahlbezirk wurde 1907 mit der Einführung der Reichsratswahlordnung geschaffen und bestand bis zum Zusammenbruch der Habsburgermonarchie.

## Geschichte
Nachdem der Reichsrat im Herbst 1906 das allgemeine, gleiche, geheime und direkte Männerwahlrecht beschlossen hatte, wurde mit 26. Jänner 1907 die große Wahlrechtsreform durch Sanktionierung von Kaiser Franz Joseph I. gültig. Mit der neuen Reichsratswahlordnung schuf man insgesamt 516 Wahlbezirke, wobei mit Ausnahme Galiziens in jedem Wahlbezirk ein Abgeordneter im Zuge der Reichsratswahl gewählt wurde. Der Abgeordnete musste sich dabei im ersten Wahlgang oder in einer Stichwahl mit absoluter Mehrheit durchsetzen. Der Wahlkreis Österreich unter der Enns 43 umfasste die Gemeinden Lilienfeld, St. Aegyd am Neuwalde, Hohenberg, Traisen (alle Gerichtsbezirk Hainfeld), Hainfeld, St. Veit an der Gölsen, Rohrbach an der Gölsen (alle Gerichtsbezirk Hainfeld), Göblasbruck, Stattersdorf, Viehofen, Wilhelmsburg (alle Gerichtsbezirk St. Pölten), Berndorf, Fahrafeld, Grillenberg, Hernstein, Hirtenberg, Pottenstein, St. Veit an der Triesting und Weissenbach an der Triesting (alle Gerichtsbezirk Pottenstein).
Aus der Reichsratswahl 1907 ging Ludwig August Bretschneider (Sozialdemokratische Arbeiterpartei) mit 57 Prozent der Stimmen im ersten Wahlgang als Sieger hervor. Bretschneider konnte sein Mandat bei der Reichsratswahl 1911 mit 65 Prozent in der Stichwahl gegen einen christlichsozialen Kandidaten verteidigen.

## Wahlen

### Reichsratswahl 1907
Die Reichsratswahl 1907 wurde am 14. Mai 1907 (erster Wahlgang) durchgeführt. Die Stichwahl entfiel auf Grund der absoluten Mehrheit von Bretschneider im ersten Wahlgang.
| Kandidat                                                                       | Partei                                   | Wahlkreis- stimmen | Stimmen- anteil |
| ------------------------------------------------------------------------------ | ---------------------------------------- | ------------------ | --------------- |
| Ludwig August Bretschneider                                                    | Sozialdemokratische Arbeiterpartei       | 5420               | 57,2 %          |
| Graf Bylandt-Rheidt                                                            | Selbständiger Kompromisskandidat         | 2308               | 24,3 %          |
| Alfred von Lenz                                                                | Christlichsozialer Kandidat              | 1438               | 15,2 %          |
| Dr. Ziegler                                                                    | deutsch-nationaler/alldeutscher Kandidat | 282                | 3,0 %           |
| Sonstige                                                                       |                                          | 35                 | 0,4 %           |
| Wahlberechtigte: 10.087, Ungültige/Leere Stimmen: 163, Wahlbeteiligung: 95,6 % |                                          |                    |                 |

### Reichsratswahl 1911
Die Reichsratswahl 1911 wurde am 13. Juni 1911 (erster Wahlgang) sowie am 20. Juni 1911 (Stichwahl) durchgeführt.

#### Erster Wahlgang
| Kandidat                                                                       | Partei                             | Wahlkreis- stimmen | Stimmen- anteil |
| ------------------------------------------------------------------------------ | ---------------------------------- | ------------------ | --------------- |
| Ludwig August Bretschneider                                                    | Sozialdemokratische Arbeiterpartei | 5019               | 49,3 %          |
| Alfred von Lenz                                                                | Christlichsoziale Partei           | 2685               | 26,4 %          |
| Heger                                                                          | Selbständiger Kandidat             | 1554               | 15,3 %          |
| Friedrich Druschka                                                             | deutsch-freiheitlicher Kandidat    | 811                | 8,0 %           |
| Sonstige                                                                       |                                    | 104                | 1,0 %           |
| Wahlberechtigte: 10.998, Ungültige/Leere Stimmen: 296, Wahlbeteiligung: 95,2 % |                                    |                    |                 |

#### Stichwahl
| Kandidat                                                                 | Partei                             | Wahlkreis- stimmen | Stimmen- anteil |
| ------------------------------------------------------------------------ | ---------------------------------- | ------------------ | --------------- |
| Ludwig August Bretschneider                                              | Sozialdemokratische Arbeiterpartei | 6130               | 65,2 %          |
| Alfred von Lenz                                                          | Christlichsoziale Partei           | 3279               | 34,8 %          |
| Wahlberechtigte: 10.998, Ungültige Stimmen: 950, Wahlbeteiligung: 94,2 % |                                    |                    |                 |